# Ředice
Ředice jsou malá vesnice, část obce Nechvalice v okrese Příbram ve Středočeském kraji. Nachází se tři kilometry východně od Nechvalic. Vesnicí protéká říčka Slabá. Je zde evidováno 35 adres. V roce 2011 zde trvale žilo 53 obyvatel.
Ředice jsou také název katastrálního území o rozloze 4 km². V katastrálním území Ředice leží i Huštilář a Ředičky.

## Historie
První písemná zmínka o vesnici pochází z roku 1391.

## Obyvatelstvo
| Rok            | 1869 | 1880 | 1890 | 1900 | 1910 | 1921 | 1930 | 1950 | 1961 | 1970 | 1980 | 1991 | 2001 | 2011 | 2021 |
| -------------- | ---- | ---- | ---- | ---- | ---- | ---- | ---- | ---- | ---- | ---- | ---- | ---- | ---- | ---- | ---- |
| Počet obyvatel | 203  | 181  | 186  | 168  | 152  | 203  | 133  | 146  | 151  | 132  | 68   | 60   | 58   | 53   | 53   |
| Počet domů     | 20   | 21   | 25   | 24   | 25   | 25   | 25   | 35   | 52   | 29   | 19   | 21   | 20   | 21   | 22   |

## Obecní správa
Při sčítání lidu v letech 1850–1975 Ředice byly samostatnou obcí, se kterým patřily nejprve do okresu Sedlčany, ale od roku 1960 v okrese Příbram. Od 1. ledna 1976 jsou částí obce Nechvalice v okrese Příbram. V letech 1850–1929 k obci patřily Březí, Chválov a Vratkov, v letech 1850–1960 Hodkov a Mokřany a v letech 1850–1975 také Huštilář a Ředičky.

## Pamětihodnosti
- Vodní mlýn

## Další fotografie

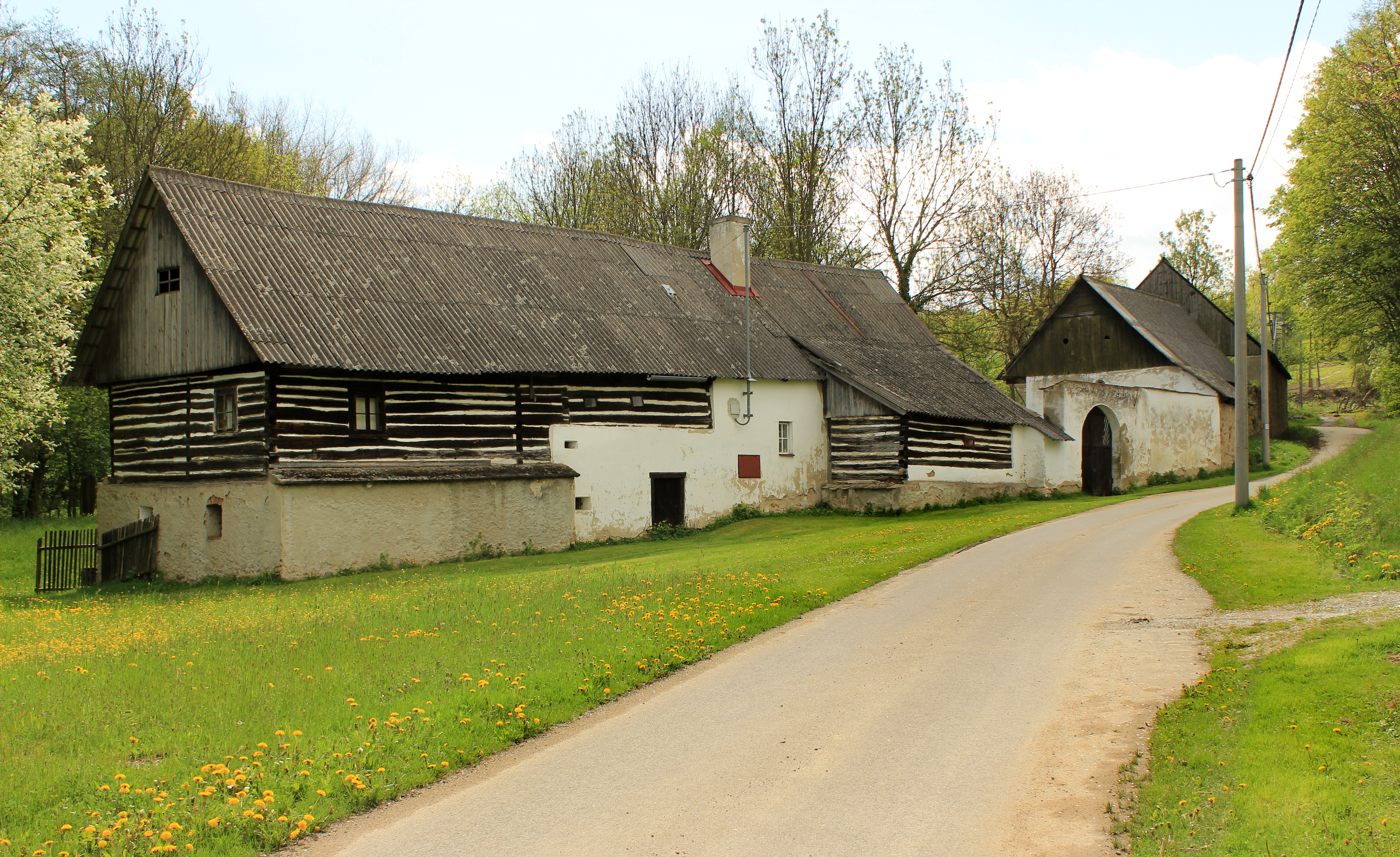
Památkově chráněný mlýn
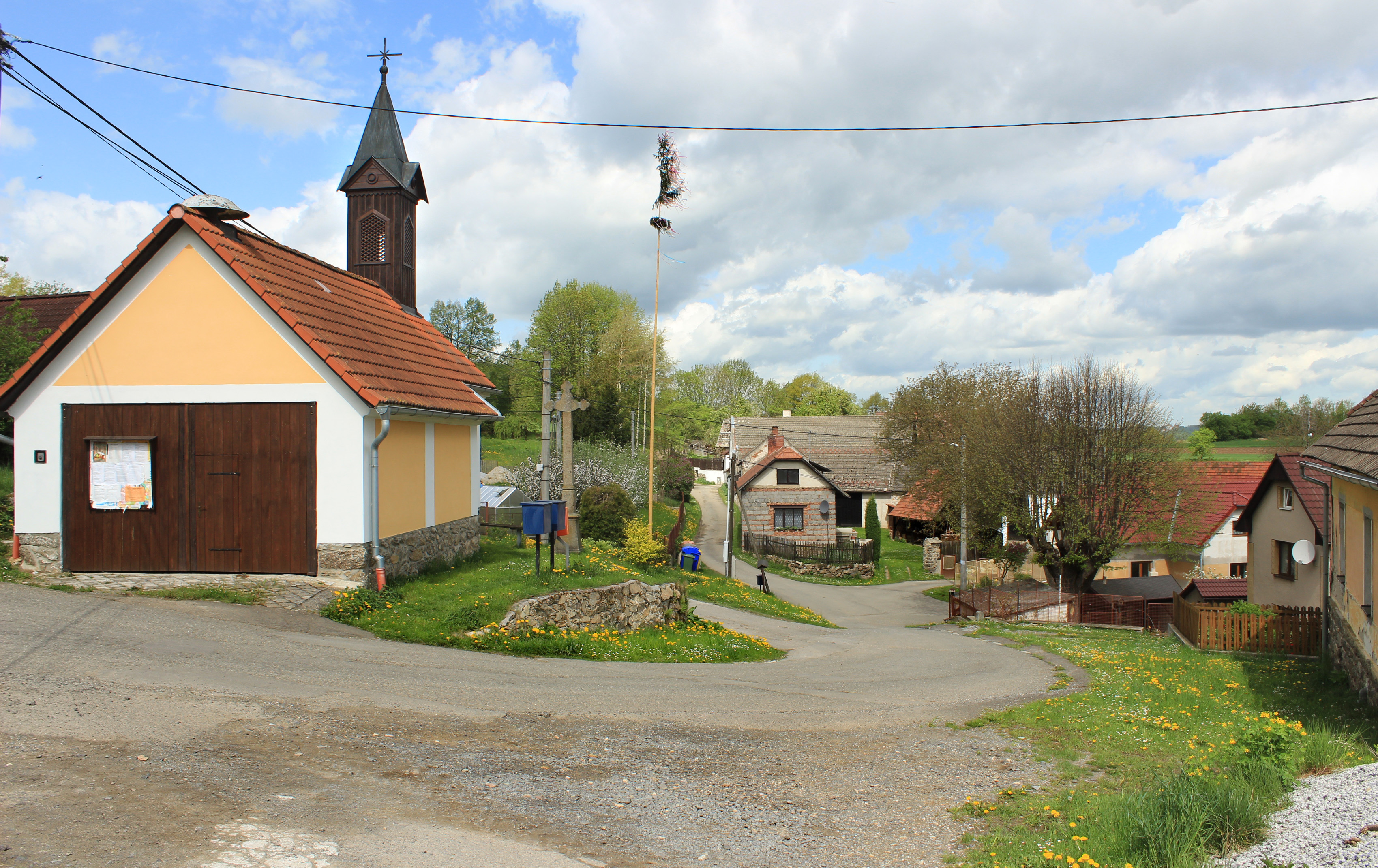
Náves
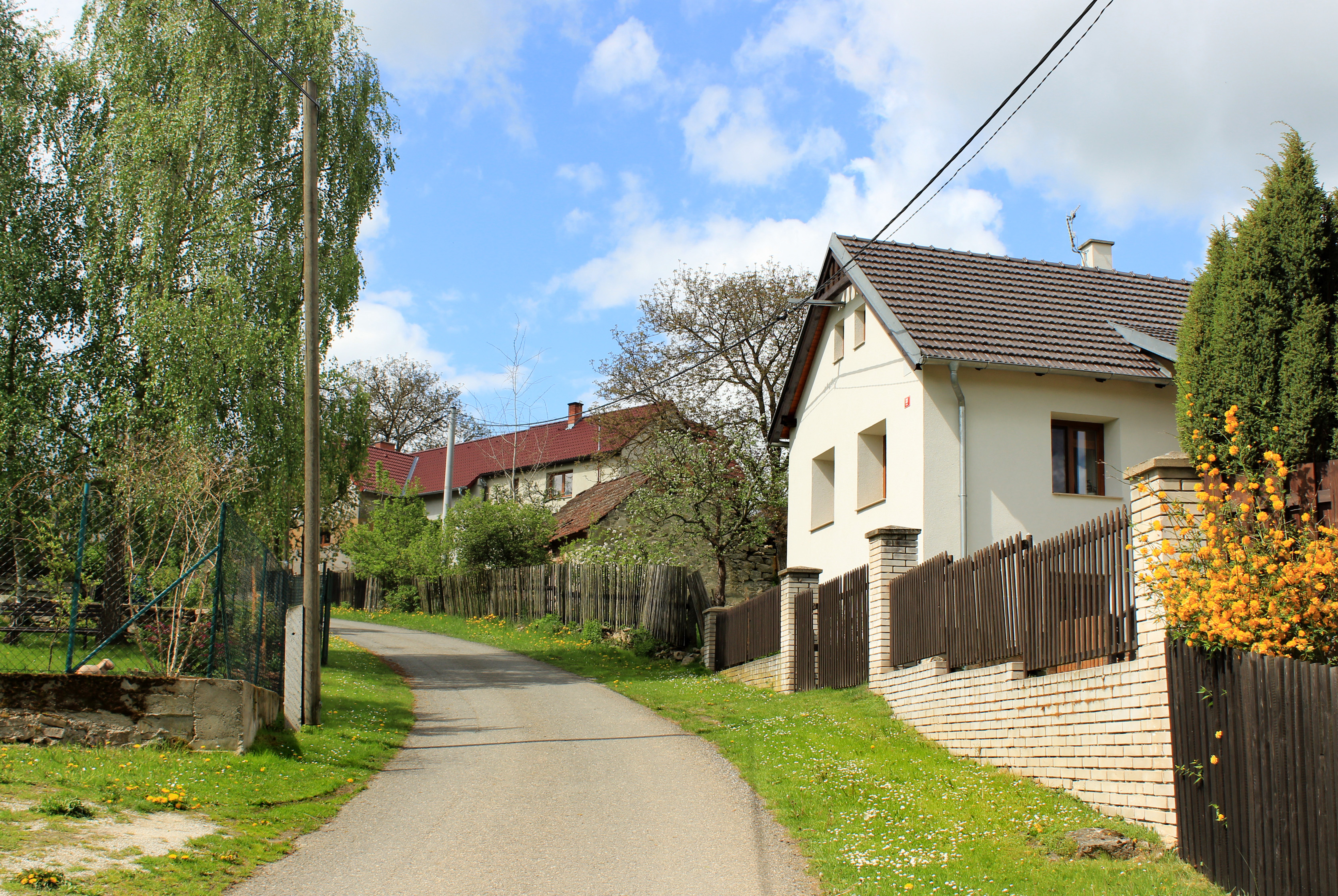
Silnice mezi Ředicemi a Ředičkami